# Parevia cinerea
Parevia cinerea là một loài bướm đêm thuộc phân họ Arctiinae, họ Erebidae.